# Tampere (stacja kolejowa)
Tampere (fiń. Tampereen rautatieasema) – stacja kolejowa w Tampere, w Finlandii. Obsługuje około 10 000 pasażerów dziennie.
Pierwsza stacja została w tym miejscu w 1876 roku na nowo otwartej linii Turku-Tampere-Hämeenlinna. Był to niewielki drewniany budynek, znakomicie spełniający swoje zadanie, ponieważ dziennie tylko kilka pociągów zatrzymywało się w Tampere, a ruch pasażerski był niewielki. Szybko jednak wzrastał i stacja była kilkukrotnie rozbudowywana, by móc obsłużyć rosnącą liczbę chętnych.
W latach 30. XX wieku zdecydowano się na budowę nowego dworca, na którego projekt został ogłoszony konkurs. Autorami zwycięskiego projektu byli Eero Seppälä i Otto Flodin. Budowę ukończono w 1936 roku. Później dobudowano 36-metrową wieżę zegarową.
Obecnie stacja w Tampere obsługuje około 120 pociągów dziennie, a rocznie około 1,5 miliona pasażerów. Ruch odbywa się głównie w kierunku Helsinek, ale istnieją również połączenia z Turku, Pori, Jyväskylą, Oulu czy Seinäjoki.
Na południe od stacji pasażerskiej znajduje się część towarowa oraz linia kolejowa do dzielnicy Nekala, gdzie istniało wiele prywatnych bocznic. Obecnie większość została rozebrana lub jest nieużywana a początkowy fragment linii jest używany do zestawiania składów towarowych.